# Casa Grande, Arizona
Casa Grande je grad u američkoj saveznoj državi Arizona. Prema popisu stanovništva iz 2010. u njemu je živjelo 48,571 stanovnika.